# 景福镇 (三台县)
景福镇，是中华人民共和国四川省绵阳市三台县下辖的一个乡镇级行政单位。2019年12月，撤销双乐乡，将其所属行政区域划归景福镇管辖，景福镇人民政府驻政府街2号。

## 行政区划
景福镇下辖以下地区：
社区、独木沟村、园坝子村、廖昌沟村、槐花店村、太平山村、桅杆湾村、观音堂村、鲜家嘴村、松树湾村、白沙湾村、蜜蜂嘴村、福家坝村、松树堡村、方家垭村、罗家祠村、云盘山村、麻柳树村、马口堰村、菩提寺村、陈家沟村、大屋沟村、双手磨村、白鹤湾村、土桥沟村、陈家祠村、金龙村、天公山村、陡沟村、清凉寺村、柏树桥村、刘藻沟村和崇心寺村。